# Évoissons
Die Évoissons (Pluralform; französisch: Les Évoissons) sind ein Fluss in Frankreich, der im Département Somme in der Region Hauts-de-France verläuft. Er entspringt beim Weiler Handicourt im Gemeindegebiet von Hescamps, entwässert generell Richtung Nordost bis Ost durch ein seenreiches Tal, nimmt unterhalb von Frémontiers den Ruisseau de Poix und zwischen Contre und Fleury den Ruisseau des Parquets auf und mündet nach insgesamt rund 25 Kilometern im Gemeindegebiet von Conty als linker Nebenfluss in die Selle. Die Breite des Wasserlaufs beträgt zwischen zwei und sechs Metern.
Hinweis: In manchen Kartendarstellungen wird der linke Zufluss Poix ebenfalls als Évoissons bezeichnet (so in der amtlichen IGN-Karte im Maßstab 1:50.000). Die französische Gewässerdatenbank (Sandre eaufrance) unterstützt diese Aussage jedoch nicht!

## Orte am Fluss
(Reihenfolge in Fließrichtung)
- Méréaucourt
- Éramecourt, Gemeinde Équennes-Éramecourt
- Guizancourt
- Bergicourt
- Famechon
- Frémontiers
- Contre
- Fleury
- Conty